# 吉川洋
吉川 洋（よしかわ ひろし、1951年（昭和26年）6月30日 - ）は、日本の経済学者。東京大学名誉教授、立正大学元教授、同大学第34代学長。文化功労者(2023年)。
専攻はマクロ経済学、日本経済論。Ph.D.（イェール大学、1978年）

## 来歴
東京都渋谷区出身。父は東京大学医学部教授の吉川政己、祖父は実業家の吉川長三郎、外祖父は日産自動車社長の浅原源七。
1958年に松濤幼稚園卒園。東京教育大学附属駒場中学校・高等学校（現在の筑波大学附属駒場中学校・高等学校）を経て、1974年に東京大学経済学部経済学科を卒業。米国イェール大学に留学し、 1978年には同大学より博士号 (Ph.D.) を取得した。博士論文の指導教官はジェームズ・トービン。
その後、ニューヨーク州立大学経済学部助教授、大阪大学社会経済研究所助教授、東京大学経済学部助教授、同教授を経て、2016年4月より立正大学経済学部教授。2019年4月より2022年3月まで立正大学学長。日本経済学会2002年度会長。
その間、内閣府景気動向指数研究会委員（1995年 - ）、内閣府経済財政諮問会議議員（2001年1月 -2006年10月）、農林水産省食料・農業・農村政策審議会委員（2005年7月 - 2010年1月）、財務省税制調査会委員（2006年11月 - 2009年10月）、社会保障国民会議（内閣官房）座長（2008年）、内閣府経済財政諮問会議議員（2008年10月 - 2009年9月）、財務省財政制度審議会会長（2010年 - ）、厚生労働省社会保障審議会委員（2011年2月 - ）、日本経済学会会長（2012年度）を務める。また、2019年6月より、日本製鉄社外監査役、同年12月より石橋湛山研究学会世話人も務めている。

## 栄典
- 日経・経済図書文化賞（1984年）
- サントリー学芸賞（1984年）
- エコノミスト賞（1993年）
- 全国銀行学術研究振興財団賞（1999年）
- 第1回読売吉野作造賞（2000年）、The UFJ Bank Monograph Award（2002年）等、多くの学術賞を受賞している[3]。
- 2010年 紫綬褒章を受章[3]
- 2023年 文化功労者[11]

## 人物
- 松濤幼稚園では、武見敬三（第27代厚生労働大臣）、千容子（三笠宮崇仁親王・同妃百合子の第二女子）、荒船旦子（元内閣総理大臣・麻生太郎の妹）と同級生であった。
- 東京大学経済学部教授植田和男、伊藤元重、井堀利宏らとは同期である。ただし植田は同期入学であるが理学部卒後に経済学部へ学士入学している。また駒場のクラスメイトには加藤裕己がいる[要出典]。

- 2006年の経済財政諮問会議で、当時の竹中平蔵総務大臣と与謝野馨経済財政担当大臣が提起した骨太の方針に関して、名目経済成長率と名目金利の相関関係・因果関係について議論を戦わせた。[要出典]

- ブルームバーグにて、2024年2月でのインフレ率はプッシュ型のインフレであり、経済膨張でのインフレではないにもかかわらず、「日本経済がインフレの状態にある」と語る[12]。緊縮財政派である。

## 見解・主張
- 日本においては混合診療（保険診療と保険外診療の併用）の解禁[13]、消費税率の引き上げ[14]などが必要であるとの見解を示している。
- 小泉内閣のブレーンであり、ポール・クルーグマンの需要創出論を否定した。「規制改革は純粋なサプライサイドのポリシーで、需要不足の問題を解決することにならない、と言う人がいるが、決してそんなことはない」と述べ、需要創出のための医療・教育特区や新規成長分野への減税を提案している[15]。貨幣数量説は誤りであり、物価は個別の財の需給関係で決まる価格の足し算だとしている[16][17]。

### アベノミクス
アベノミクスについては、2014年10月時点で、以下の見解を示している。
また南海トラフ巨大地震が、財政破綻の引き金になりうるとの見解からも、消費税増税を訴えている。この意見について、京都大学大学院教授である藤井聡は、地震による財政破綻が起きるとしたら、その原因は財政の健全性でなく、最後の貸し手である日本銀行が即座に対応できない場合に限られること、災害からの復興は国債で賄うのが常識であること、消費増税によりデフレーションが深刻化すれば、地震による財政被害がかえって極大化することなどの観点から、強く反論している。

## 著作

### 単著
- 『マクロ経済学研究』（東京大学出版会, 1984年）
- 『日本経済とマクロ経済学』（東洋経済新報社, 1992年）
- 『ケインズ――時代と経済学』（ちくま新書 1995年）
- Macroeconomics and the Japanese economy,(Oxford University Press, 1995).
- 『マクロ経済学』（岩波書店, 1995年/第2版, 2001年/第3版, 2009年）
- 『高度成長――日本を変えた6000日』（読売新聞社, 1997年）
- 『転換期の日本経済』（岩波書店, 1999年）
- 『現代マクロ経済学』（創文社, 2000年）
- 『構造改革と日本経済』（岩波書店, 2003年）
- 『いまこそ、ケインズとシュンペーターに学べ』（ダイヤモンド社, 2009年）
- 『デフレーション―“日本の慢性病"の全貌を解明する』（日本経済新聞出版社, 2013年）
- 『人口と日本経済――長寿、イノベーション、経済成長』（中公新書、2016年）

### 共著
- （島田晴雄）『痛みの先に何があるのか――需要創出の構造改革』（東洋経済新報社, 2002年）

### 編著
- 『金融政策と日本経済』（日本経済新聞社, 1996年）

### 共編著
- （岡崎哲二）『経済理論への歴史的パースペクティブ』（東京大学出版会, 1990年）
- （小野善康）『経済政策の正しい考え方』（東洋経済新報社, 1999年）
- （深尾光洋）『ゼロ金利と日本経済』（日本経済新聞社, 2000年）
- （大瀧雅之）『循環と成長のマクロ経済学』（東京大学出版会, 2000年）
- （通商産業研究所編集委員会）『マクロ経済政策の課題と争点』（東洋経済新報社, 2000年）
- Comparing economic systems: Italy and Japan,co-edited with Andrea Boltho and Alessandro Vercelli,(Palgrave, 2001).
- Reconstructing Macroeconomics: A Perspective from Statistical Physics And Combinatorial Stochastic Processes (Japan-U.S. Center Ufj Bank Monographs on International Financial Markets),co-edited with Masanao Aoki, (Cambridge University Press, 2006)

### 共同監修
- （青木正直、青山秀明、有賀裕二）『５０のキーワードで読み解く　経済学教室』（東京図書、2011年）

### 主要論文
- “On the "q" Theory of Investment (PDF) ,” American Economic Review, 70(4), September 1980
- “Alternative Monetary Policies and Stability in a Stochastic Keynesian Model,” International Economic Review, 22(3), October 1981
- “On the Firms Short-run Quantity Adjustment: “q” Theory of Goods in Process,” Economica, 49(195),August 1982
- “Demand-Supply Constraints and Inventory Stock in Macroeconomic Analysis,” Economic Studies Quarterly,35(3), December 1984
- “Financial Volatility and the q Theory of Investment,” Economica, 53(209), February 1986 (with K. Ueda)
- “Postwar Business Cycles in Japan: A Quest for the Right Explanation,” Journal of Japanese and International Economies, 1(4), December 1987 (with F. Ohtake)
- “An Analysis of Female Labor Supply, Housing Demand and the Saving Rate in Japan,” European Economic Review, 33, 1989 (with F. Ohtake)
- “On the Equilibrium Yen Dollar Rate,” American Economic Review, 80(3), June 1990
- "High Economic Growth and Its End in Japan: An Explanation by a Model of Demand-led Growth," in M.Okabe ed., the Structure of the Japanese Economy, London: Macmillan, 1995.
- "The Great Depression in Japan: Why Was It So Short?" in Trevor Dick ed., Business Cycles since 1820: New International Perspectives from Historical Evidence, Cheltenham: Edward Elgar, 1998 (with T. Iwami and T. Okazaki).
- "Causes of the Long Stagnation of Japan during the 1990's: Financial or Real?" Journal of the Japanese and International Economies, vol.13 p.118-200, 1999 (with T. Motonishi).
- "Economic Growth: The Italian and Japanese Experiences," Economic Systems, 23(11), 1999 (with Di Matteo).
- "Technical Progress and the Growth of the Japanese Economy- Past and Future" Oxford Review of Economic Policy, Vol.16, No.2, p.34-45, 2000.
- "La Politique Economique Face A La Stagnation De L'Economie" Economie internationale, 84-4, p.13-34, 2000.
- "Growth and Fluctuations: The Post-war Japanese Experience" in Lionello f. Punzo ed. Cycles, Growth and Structural Change: Theories and Empirical Evidence, p.27-46, London and New York: Routledge, 2001.
- "Demand Saturation - Creation and Economic Growth," Journal of Economic Behavior and Organization 48, p.127-154, 2002(with Masanao Aoki).
- "The Role of Demand in Macroeconomics," Japanese Economic Review Vol. 54, No. 1,p.1-27, 2003.